# Sudanesi
I Sudanesi sono una popolazione africana, della quale fanno parte molti clan famigliari, alcuni di tipo patriarcale ed altri matriarcali, alcuni dei quali stanziati in Sudan ma la maggior parte distribuiti su un vasto territorio dell'Africa settentrionale che va dall'Oceano Atlantico ad occidente fino al Mar Rosso ad oriente e delimitato a settentrione dal deserto del Sahara ed a meridione dalla selva del Congo. 
I ceppi di popolazione presente sono:
- africani
- camiti
- semiti

## Agricoltura
Gli africani sudanesi sono una popolazione autoctona che cura molto l'agricoltura alla vanga, nella regione boscosa, principalmente manioca, mais, banana ed arachide, nella regione stepposa, sorgo. Poco praticata la caccia e la raccolta di prodotti naturali.

## Allevamento
I camiti sudanesi sono nomadi dediti all'allevamento del bestiame, come il dromedario, il cavallo, l'asino, i bovini e gli ovini.

## Artigianato
In alcune regioni si estrae il minerale di ferro ed il fabbro africano ha raggiunto notevole grado di conoscenza e sviluppo, tanto che i suoi prodotti, punte di lancia, machete, pugnali, sciabole, pugnali da lancio, oltre che all'impiego pratico a cui sono destinati, arrivano anche sui mercatini europei come prodotti artistico artigianali.

## Commercio
I semiti sudanesi sono dediti al commercio di petrolio e suoi derivati, di prodotti agricoli come cotone, sesamo, arachidi, gomma arabica, zucchero e bestiame; prodotti alimentari, manufatti, attrezzature meccaniche per la raffinazione e il trasporto, medicinali e sostanze chimiche, tessili e grano.

## Moneta
Gli africani sudanesi fino a non poco tempo addietro usavano ancora negli scambi commerciali biglie di agata, di ambra e di terracotta che sono state trovate anche in antichi sepolcri. Monete di ferro ed oro, battute direttamente dal fabbro. Lo stato attualmente (2005) batte valuta in dinaro sudanese.

## Abitazione
Gli africani sudanesi vivono in capanne, chiamate in arabo tuqul (pr. tucul).
I camiti sudanesi vivono in tende.
I semiti sudanesi vivono in case in città.
Gli agricoltori prediligono piccoli villaggi, talora molto isolati, mentre le popolazioni artigiane e commerciali si riuniscono in centri popolosi.

## Cultura

### Università
Nel 1902, è stata costruita una scuola di grado universitario e l'8 novembre, è stata inaugurata da lord Kitchener, governatore generale del Sudan, chiamata Gordon Memorial College. Inizialmente la scuola aveva un laboratorio di analisi microbiologiche. Nel 1924 fu inserito l'insegnamento di medicina e nel 1926 di legge, nel 1940 ingegneria e scuola d'arte. Nel 1956, dopo l'indipendenza, il College è diventato l'Università di Khartum. I sudanesi hanno delle origini religiose tribali risalenti ad epoche preistoriche...

### Vestiario
L'islamismo si è imposto oltre che come religione, anche come governo dello Stato, e come stile di vita. Di conseguenza ha fatto sentire il proprio influsso anche nel campo del vestiario, per cui nelle regioni di religione musulmana, gli africani sono passati dal portarsi poco vestiti ad usare vesti islamiche, tipo il toben e vari camici lunghi fino ai piedi.

### Ornamenti del corpo
Molto gradito da parte degli africani sudanesi l'uso dei monili nei due sessi: bracciali, collane e anelli per i piedi, orecchini, ed anelli di ferro, argento, oro, ottone e rame per i ceti benestanti. Mentre i contadini, si accontentano di materie più semplici come braccialetti di pelo di elefante o di pelle, corteccia, penne.

La passione per gli ornamenti corporei degli africani sudanesi, si vede anche nella pratica di alcune popolazioni dell'interno, come i Nuba, di colorare il corpo con cenere bianca o di renderlo più nero e lucente con olio. Altre popolazioni usano cicatrici corporee ornamentali, l'aguzzare i denti, la perforazione delle narici, del setto nasale, delle labbra e l'inserzione di dischi di legno e cavicchi nelle labbra e nelle orecchie.

### Musica
Nella cultura africana sudanese si trovano prodotti musicali come vari tipi di tamburo, tamburi di legno in forma di clessidra o di tronco di cono rovesciato o di coccio in forma di otre, tamburi scavati nel tronco d'albero, campane di ferro a due note, violini ad una corda unica, liuti usati dai Kru e dai Mandingo, flauti di Pan, e vari tipi di trombe ricavate dall'avorio o dalle corna di antilope o di legno, xilofoni chiamati marimba che suonano con molta maestria anche in complessini a quattro voci e raganelle.

## Lingue
In una classificazione provvisoria si riconoscono 16 gruppi linguistici:
1. nilo-cadiano, parlato nella valle del Nilo, da Assuan a nord fino a Fascioda a sud, ad est è parlato fino al Tigrai ed ad ovest fino al Tibesti. A questo gruppo appartengono il Nuba, il Cunama, il Tebu, il Nara, il Kumuri ed altre 24 lingue di importanza minore.
2. nilo-abissino, parlato nella valle del medio Nilo Azzurro e del Nilo Bianco. Appartengono a questo gruppo, il Nuer, lo Scilluk, il Dinka, il Gang ed altre 11 lingue poco conosciute.
3. nilo equatoriale a sud del nilo-abissino. Appartengono il Bari, il Turkana, il Suk, il Liri, il Nandi, il Kavirondo, il Masai ed altre 19 lingue di minor importanza.
4. kordofaniano, nella provincia sudanese del Kordofan, si parlano 10 lingue di scarsa importanza tra cui Talodi, Eliri, Lafofa, Tagoi.
5. nilo-congolese, composto da 19 lingue poco conosciute, fra cui Auidi, Madi, Mangbetu.
6. ubanghino, si compone di 25 lingue, fra cui Mittu, Mungu, Gobu, Sere, Sango, Bagnda.
7. sciari-uadaico, comprende 12 lingue, Gula, Sara, Barma, Ngama.
8. sciariano, lungo il fiume Chari ed il lago Ciad. Comprende 15 lingue, tra cui Sokoro, Sarua, Fania.
9. nigero-cadiano, comprende 31 lingue fra cui la più importante è il Haussa.
10. nigero-camerunese, comprende 66 lingue, fra cui Kum, Lu, Kunakuna, Kakanda.
11. basso-nigeriano, nel basso Niger, un'unica lingua il Go
12. voltaico, il bacino del Volta, comprende 53 lingue, tra cui Kambari, Gurma, Legba.
13. eburneo-dahomiano, lungo la costa del Golfo di Guinea. Comprende 48 lingue tra cui Fon, Mina, Ewe, Yoruba, Adélé, Ga, Gola, Efik.
14. nigero-senegalese, comprende 36 lingue, tra cui Mande, Songoi, Bambara, Malinke.
15. eburneo-liberiano, comprende 24 lingue, fra cui Ahizi, Dida, Beté, Ba, Bakué.
16. senegalo-guineense, comprende 36 lingue fra cui Ful, Wolof, Sere, Temne.

Questa classificazione è stata criticata perché contiene mischiate lingue di origine nilotiche che semi-bantù.

Sono state fatte altre classificazioni che in parte si sovrappongono fra loro e in parte si sovrappongono a questa. Si è riportata questa perché più completa ma ancora oggi, a causa della quantità di lingue si è lungi da un'elaborazione definitiva.
Una buona parte delle lingue sudanesi ha affinità strette con il bantù, altre si avvicinano al camitico, e per ipotesi, si considera il nilotico come una forma intermedia fra le due.